# イア
イア（Yea）は、オーストラリアのビクトリア州にある町。シャイア・オブ・マランディンディ地方自治体の領域内にある。メルボルンから東北109キロメートルにメルバ・ハイウェイと位置している。2006年の人口は1581人。

## References
1. ↑  オーストラリア統計局 (2007年10月25日). “Yea (State Suburb)”. 2006 Census QuickStats. 2008年12月5日閲覧。